# Litoral Bowl
Litoral Bowl é uma competição  do estado do Rio de Janeiro de futebol americano que é  disputado nas praias, disputado paralelamente com o Carioca Bowl, que visa  trazer para o cenário do Futebol Americano do Rio de Janeiro novos times e ajudar times em reestruturação. 
Com a queda do Carioca Bowl, principal campeonato de futebol americano de praia do Rio de Janeiro, tornou-se mais difícil a realização do Litoral Bowl. 
Apesar de tudo, a organização cogita realizar um novo campeonato em 2014.

## Títulos por Equipe
Botafogo Mamutes 1 vez - 2011
 Região dos Lagos Hammerheads 1 vez - 2010
 Piratas de Copacabana 1 vez - 2009

## Equipe em 2010
- Cabo Frio Rocks

- Falcões

- Ilha Avalanche

- Ipanema Tatuís

- Niteroi Corsários

- Região dos Lagos Hammerheads

- Rio de Janeiro Islanders

- Soldiers